# Syringa josiflexa
Syringa josiflexa (Бузо́к жозифлекса) — рослина роду бузок родини маслинових (Oleaceae). Не має підвидів..
Відкритий англ. I. Preston та англ. J.S. Pringle. Був культивований з S. josikaea x reflexa.